# Mihailo Pavićević
Mihailo Pavićević (in montenegrino Михаило Павићевић; Bar, 15 marzo 1958) è un ex cestista e allenatore di pallacanestro montenegrino.

## Carriera
Ha giocato nel Mornar, nel Budućnost e brevemente, prima di infortunarsi e lasciare il basket giocato, nell'Omonia.
Ha iniziato ad allenare nel 1989 proprio Mornar, per poi passare alla Stella Rossa. Dal 2000 al 2009 ha guidato l'Espoon Honka, vincendo 5 campionati finlandesi e una Coppa di Finlandia. Dal 2011 allena nuovamente il Mornar, contemporaneamente alla Nazionale Under-20 di pallacanestro del Montenegro.

## Palmarès

### Allenatore

#### Squadra
- YUBA liga: 1

Stella Rossa Belgrado: 1997-98
- Campionato finlandese: 5

Espoon Honka: 2000-01, 2001-02, 2002-03, 2006-07, 2007-08
- Campionato montenegrino: 1

Mornar Bar: 2017-18
- Coppa di Finlandia: 2

Espoon Honka: 2001, 2009

#### Individuale
- Korisliiga allenatore dell'anno: 1

Espoon Honka: 2002-2003